# Igreja de Santa María de Matadars

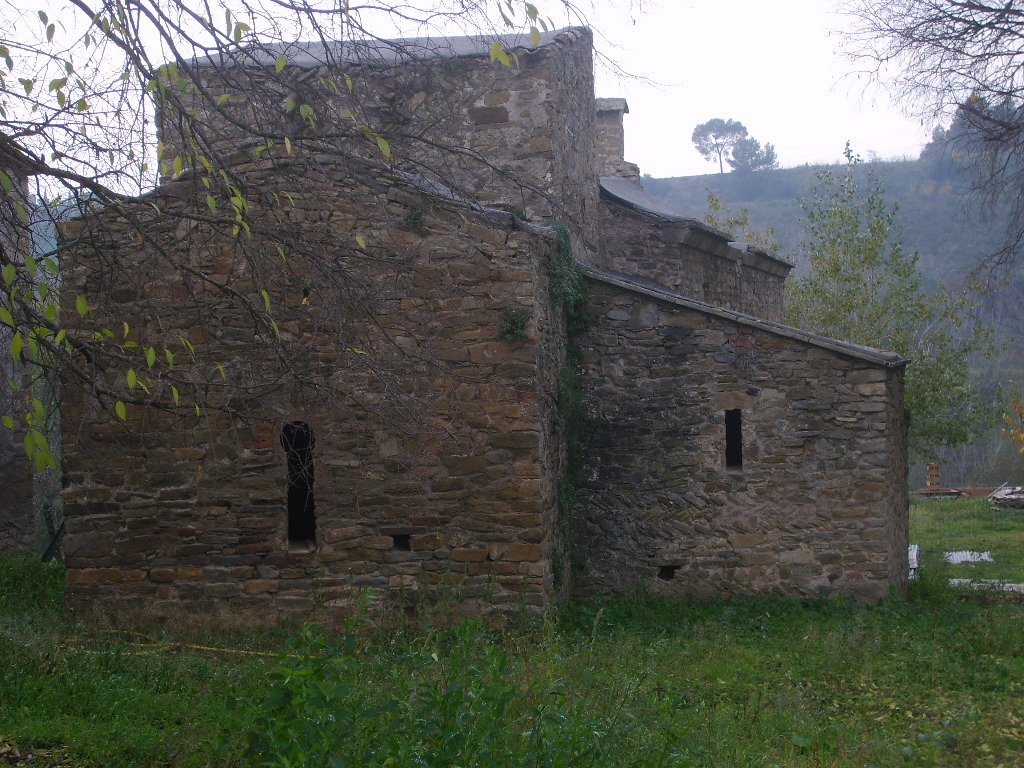
Santa Maria de Matadars

Mare de Déu de Matadars - (MNAC)

Santa Maria de Matadars, conhecida também como Santa María de Marquet, é uma pequena igreja rural de origem moçárabe, situada na actual Masía del Marquet, a um quilómetro do município barcelonês de Pont de Vilomara em Espanha.